# Prize For Freedom
Prize For Freedom är ett pris som delas ut av Liberala internationalen till personer som gjort enastående insatser för de mänskliga rättigheterna och politiska rättigheter.
Priset har delats ut varje år sedan 1985, den första pristagaren var Argentinas president Raúl Alfonsín.

## Lista över mottagare
- 1985 – Raúl Alfonsín, Argentina
- 1986 – Sheena Duncan, Sydafrika
- 1987 – Corazon Aquino, Filippinerna
- 1988 – Hans-Dietrich Genscher, Västtyskland
- 1989 – Benazir Bhutto, Pakistan
- 1990 – Václav Havel, Tjeckoslovakien
- 1991 – Gitobu Imanyara och Domingo Laino, Kenya/Paraguay
- 1992 – Maria Elena Cruz Varela, Kuba
- 1993 – Mary Robinson, Irland
- 1994 – Sadako Ogata, Japan
- 1995 – Aung San Suu Kyi, Myanmar
- 1996 – Martin Lee, Hongkong
- 1997 – Olusẹgun Ọbasanjọ, Nigeria
- 1998 – Khalida Messaoudi, Algeriet
- 1999 – Lennart Meri, Estland
- 2000 – Asma Jahangir, Pakistan
- 2001 – Chen Shui-bian, Taiwan
- 2002 – Helen Suzman, Sydafrika
- 2003 – Abdoulaye Wade, Senegal
- 2004 – Grigorij Javlinskij, Ryssland
- 2005 – Antonino Zichichi, Italien
- 2006 – Sam Rainsy, Kambodja
- 2007 – Aliaksandr Milinkevich, Vitryssland
- 2008 – Padraig O’Malley